# Danilo Gerlo
Danilo Telmo Gerlo (Los Quirquinchos, 7 de março de 1979) é um futebolista argentino que defende o Arsenal de Sarandí. Jogou a maior parte de sua carreira no River Plate, tendo passado antes por Central Córdoba e Quilmes.